# Johannes Ciconia
Johannes Ciconia (ur. ok. 1370 w Liège, zm. między 10 czerwca a 12 lipca 1412) – flamandzki kompozytor i teoretyk muzyki, zapoczątkował wokalizację wielogłosu. Może być mylony z własnym ojcem o tym samym imieniu.
Twórczość Ciconii tworzy pomost pomiędzy epoką średniowiecza a nadchodzącym renesansem. Mimo że funkcjonował w XIV-wiecznej rzeczywistości, jego styl był zupełnie odmienny od typowo średniowiecznego. Później jego dokonania kompozytorskie uznano za charakterystyczne dla renesansu. Odszedł od używania bardzo skomplikowanych środków kompozytorskich na rzecz prostszych technik i opracowań. W jego utworach zaobserwować można dążenie do równowagi między głosami (jest uznawany za ojca tzw. wokalizacji głosów - równouprawnienia głosów w wielogłosie poprzez ich tekstowanie). Średniowieczna praktyka oparta była na jednym głosie fundamentalnym (tzw. tenor), który stanowił kręgosłup kompozycji. Chętnie stosował technikę imitacji, dzięki której uniezależniał od siebie poszczególne głosy. Niezależność głosowa była charakterystyczną cechą epoki renesansu.
Jego kompozycje są połączeniem muzyki charakterystyczniej dla północnych Włoch w tamtym okresie (trecento) oraz francuskich Ars nova i Ars subtilior (ośrodek awinioński), lecz sięgał także po inne tradycje. Możliwość syntezy różnych stylów zawdzięczał licznym podróżom, które odbywał po Europie.
„Jego największa zasługa w dziejach muzyki polega na przejściu z gregoriańskiego cantus firmus do ujęć niemal harmonicznych, tonalnych, na przeniesieniu do Włoch francuskich tradycji epoki ars nova i połączeniu jej w syntezę ze stylem włoskiego trecento”.
Twórczość Ciconi była bardzo nowoczesna w stosunku do otaczającej go rzeczywistości, ale miał w swoim repertuarze również utwory typowo średniowieczne. Dlatego najtrafniej opisuje go miano "kompozytora przełomu", który nie może być w pełni utożsamiony z jedną epoką, czy z jednym stylem.
Pozostawił po sobie motety, chansons, virelais, madrygały i części mszalne.
W motetach izorytmicznych, głos tenorowy nie pochodził z chorału gregoriańskiego, lecz całkowicie z inwencji kompozytora. Ciconia wykorzystuje jeden tekst dla wszystkich głosów. Zrywa zatem z naczelną zasadą politekstowości motetów średniowiecznych. Chętnie korzysta z techniki imitacji, co powoli nadawało głosom niezależność.
Komponował stałe części mszy (ordinarium missae). Szczególną wagę przywiązywał do Gloria i Credo, które zazwyczaj łączył w pary. Obdarzał je podobną melodią oraz identyczną tonacją. Każda fraza melodyczna kończyła się kadencją. Charakterystyczną cechą był rytm synkopowany. "Amen" w obu częściach opracowane jest melizmatycznie.